# Круговая орбита

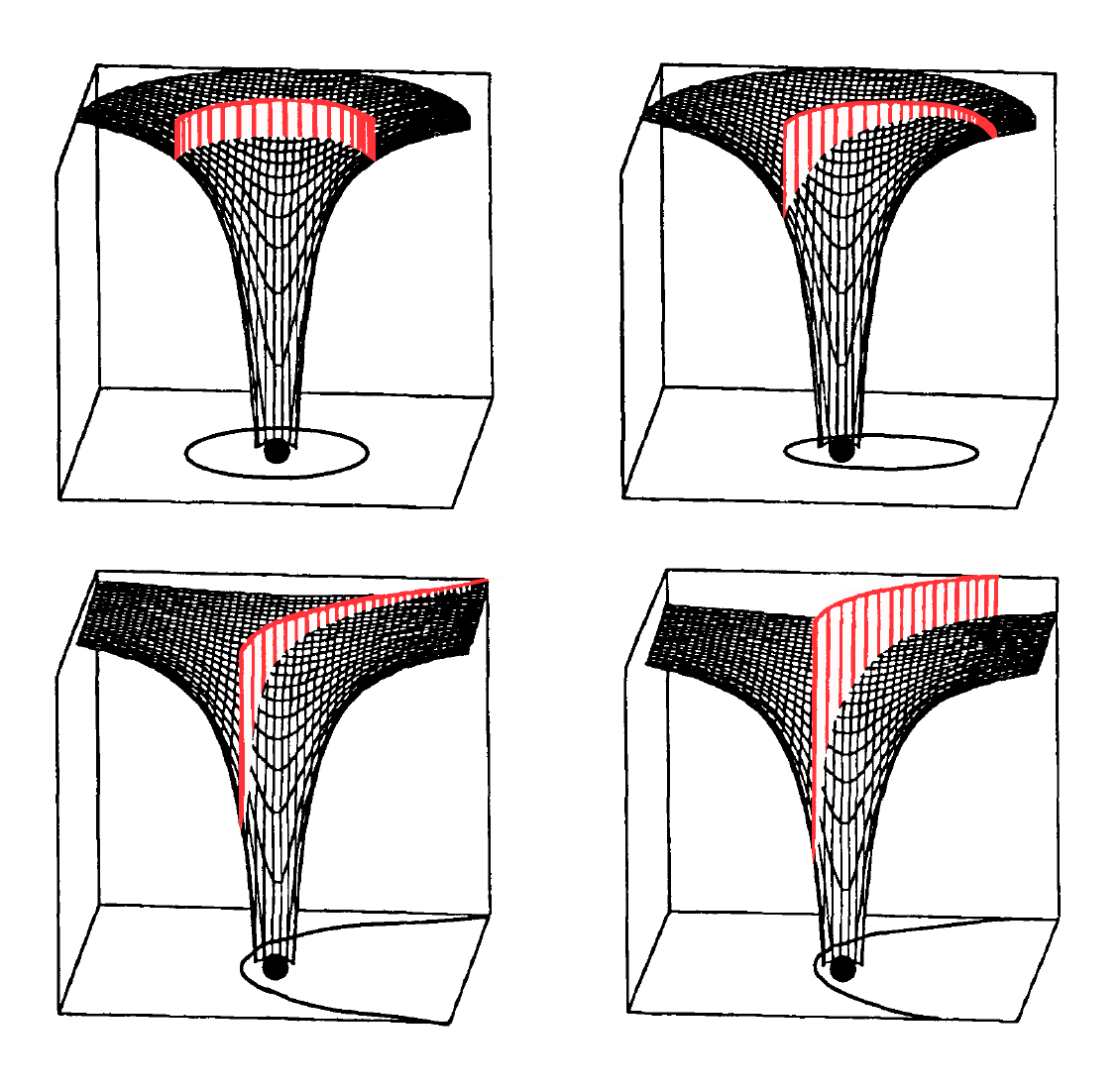
Круговая орбита представлена в верхнем левом углу диаграммы. Гравитационный колодец центральной массы показывает потенциальную энергию; красным цветом показана кинетическая энергия. Высота области кинетической энергии остаётся постоянной при движении по окружности с постоянной скоростью.

Круговая орбита — орбита, все точки которой находятся на одинаковом расстоянии от центральной точки, создаваемая обращающимся вокруг неподвижной оси телом. Может рассматриваться как частный случай эллиптической орбиты при нулевом эксцентриситете. В Солнечной системе почти круговые орбиты у Венеры (эксцентриситет 0,0068) и Земли (эксцентриситет 0,0167).
Далее будет рассматриваться понятие круговой орбиты в астродинамике и небесной механике. Центростремительной силой является гравитационная сила. Указанная выше неподвижная ось проходит через притягивающий центр перпендикулярно плоскости орбиты.
Для данной орбиты не только расстояние от центра, но и линейная скорость, угловая скорость, потенциальная и кинетическая энергии являются постоянными. Перицентра и апоцентра нет. У круговой орбиты нет аналога среди радиальных траекторий.

## Ускорение на круговой орбите
Нормальное ускорение (перпендикулярное скорости) изменяет направление вектора скорости. Если оно постоянно по величине и меняется вместе с направлением скорости, то мы имеем круговое движение. Выполняется следующее равенство:
{\displaystyle a\,={\frac {v^{2}}{r}}\,={\omega ^{2}}{r},}
где
- {\displaystyle v\,} — орбитальная скорость обращающегося тела,
- {\displaystyle r\,} — радиус круговой орбиты,
- {\displaystyle \omega \ } — угловая скорость, измеряемая в радианах в единицу времени.

Если единицей измерения {\displaystyle \mathbf {a} } выбрать метры, делённые на секунду в квадрате, то единицей измерения {\displaystyle v\,} будут метры в секунду, {\displaystyle r\,} — метры, {\displaystyle \omega \ } — радианы в секунду

## Скорость
Относительная скорость является постоянной:
{\displaystyle v={\sqrt {GM\! \over {r}}}={\sqrt {\mu  \over {r}}},}
где
- G — гравитационная постоянная,
- M — сумма масс обоих тел (M1+M2), хотя на практике, если масса одного из компонентов значительно превышает массу второго, то массой второго тела пренебрегают, что несильно сказывается на результате,
- {\displaystyle \scriptstyle \mu =GM\,} — гравитационный параметр.

## Уравнение движения
Уравнение орбиты в полярных координатах, показывающее в общем случае связь r и θ, упрощается до вида
{\displaystyle r={{h^{2}} \over {\mu }},}
где
- {\displaystyle h=rv} — угловой момент обращающегося тела, приходящийся на единицу массы.

{\displaystyle \mu =rv^{2}}.

## Угловая скорость и орбитальный период
{\displaystyle \omega ^{2}r^{3}=\mu ,}
следовательно орбитальный период ({\displaystyle T\,\!}) можно вычислить как
{\displaystyle T=2\pi {\sqrt {r^{3} \over {\mu }}}.}
Сравним две пропорциональные величины, время свободного падения (время падения на точечную массу из положения в состоянии покоя)
{\displaystyle T_{ff}={\frac {\pi }{2{\sqrt {2}}}}{\sqrt {r^{3} \over {\mu }}}} (17.7 % периода обращения по круговой орбите)
и время падения на точечную массу по радиальной параболической траектории
{\displaystyle T_{par}={\frac {\sqrt {2}}{3}}{\sqrt {r^{3} \over {\mu }}}} (7.5 % периода обращения по круговой орбите).
Тот факт, что формулы отличаются только константой, можно вывести из анализа размерностей.

## Энергия
Орбитальная энергия ({\displaystyle \epsilon \,}), рассчитанная на единицу массы, отрицательна,
{\displaystyle {v^{2} \over {2}}=-\epsilon ,}
{\displaystyle -{\mu  \over {r}}=2\epsilon .}
Следовательно, теорему о вириале можно применить даже без усреднения по времени:
- кинетическая энергия системы равна по модулю полной энергии,
- потенциальная энергия равна удвоенному значению полной энергии.

Скорость убегания равна круговой скорости, умноженной на √2: в таком случае сумма кинетической и потенциальной энергии обратится в ноль.

## Орбитальная скорость в общей теории относительности
В метрике Шварцшильда орбитальная скорость для круговой орбиты радиуса {\displaystyle r} определяется следующим выражением:
{\displaystyle v={\sqrt {\frac {GM}{r-r_{S}}}},}
где {\displaystyle \scriptstyle r_{S}={\frac {2GM}{c^{2}}}} — радиус Шварцшильда центрального тела.

### Вывод уравнения
Для удобства будем использовать единицы измерения, в которых {\displaystyle \scriptstyle c=G=1}.
4-вектор скорости для тела на круговой орбите задаётся выражением
{\displaystyle u^{\mu }=({\dot {t}},0,0,{\dot {\phi }})}
({\displaystyle \scriptstyle r} постоянно на круговой орбите, координаты можно выбрать таким образом, что {\displaystyle \scriptstyle \theta ={\frac {\pi }{2}}}). Точка над символом переменной обозначает производную по собственному времени {\displaystyle \scriptstyle \tau }.
Для массивной частицы компоненты 4-вектора удовлетворяют уравнению
{\displaystyle \left(1-{\frac {2M}{r}}\right){\dot {t}}^{2}-r^{2}{\dot {\phi }}^{2}=1.}
Используем уравнение геодезической линии:
{\displaystyle {\ddot {x}}^{\mu }+\Gamma _{\nu \sigma }^{\mu }{\dot {x}}^{\nu }{\dot {x}}^{\sigma }=0.}
Единственное нетривиальное уравнение при {\displaystyle \scriptstyle \mu =r}:
{\displaystyle {\frac {M}{r^{2}}}\left(1-{\frac {2M}{r}}\right){\dot {t}}^{2}-r\left(1-{\frac {2M}{r}}\right){\dot {\phi }}^{2}=0.}
Отсюда получаем
{\displaystyle {\dot {\phi }}^{2}={\frac {M}{r^{3}}}{\dot {t}}^{2}.}
Подставляем данное выражение в уравнение для массивной частицы:
{\displaystyle \left(1-{\frac {2M}{r}}\right){\dot {t}}^{2}-{\frac {M}{r}}{\dot {t}}^{2}=1.}
Следовательно
{\displaystyle {\dot {t}}^{2}={\frac {r}{r-3M}}.}
Предположим, что наблюдатель находится на радиуса {\displaystyle \scriptstyle r} и не движется относительно центрального тела, то есть его 4-вектор скорости пропорционален вектору {\displaystyle \partial _{t}}.
{\displaystyle v^{\mu }=\left({\sqrt {\frac {r}{r-2M}}},0,0,0\right)}
Произведение 4-векторов скорости наблюдателя и обращающегося тела приводит к выражению
{\displaystyle \gamma =g_{\mu \nu }u^{\mu }v^{\nu }=\left(1-{\frac {2M}{r}}\right){\sqrt {\frac {r}{r-3M}}}{\sqrt {\frac {r}{r-2M}}}={\sqrt {\frac {r-2M}{r-3M}}}.}
Отсюда получаем выражение для скорости:
{\displaystyle v={\sqrt {\frac {M}{r-2M}}}}
или, в единицах СИ,
{\displaystyle v={\sqrt {\frac {GM}{r-r_{S}}}}.}